# شاندي جونز
شاندي جونز (بالإنجليزية: Chandi Jones)‏ مواليد 25 مارس 1982 في وارتون، هي لاعبة كرة سلة أمريكية سابقة. بدأت مسيرتها الاحترافية في سنة 2004. تم اختيارها من قبل فريق فينيكس ميركوري خلال الدرافت. لعب مع ديترويت شوك. اعتزلت اللعب في 2006.

## روابط خارجية
- شاندي جونز على موقع الاتحاد الوطني لكرة السلة النسائية (الإنجليزية)
- شاندي جونز على موقع كرة السلة الأوروبية.كوم (الإنجليزية)
- شاندي جونز على موقع كلية كرة السلة في سبورتس رفرنس.كوم (الإنجليزية)
- شاندي جونز على موقع بروبوليرز (الإنجليزية)
- شاندي جونز على موقع سبورتس رفرنس (الإنجليزية)